# Eclissi solare del 16 febbraio 1980
L'eclissi solare del 16 febbraio 1980 è un evento astronomico che ha avuto luogo il suddetto giorno attorno alle ore 8.54 UTC.
L'eclissi, di tipo totale, è stata visibile in alcune parti dell'Africa (Angola, Repubblica Democratica del Congo, Kenya e Tanzania) e dell'Asia (Cina, India e Myanmar). Il percorso della totalità ha attraversato l'Africa centrale, l'India meridionale e la Cina al tramonto. Anche la parte meridionale del Monte Kilimanjaro, la montagna più alta dell'Africa, si trovava nel percorso della totalità
La durata della fase massima dell'eclissi è stata di 3 minuti e 23 secondi e l'ombra lunare sulla superficie terrestre raggiunse una larghezza di 100 km.
L'eclissi del 10 agosto 1980 è diventata la seconda eclissi solare nel 1980 e la 183ª del XX secolo; la precedente eclissi solare si è verificata il 16 febbraio 1980 , la seguente il 4 febbraio 1981.

## Eclissi correlate

### Eclissi solari 1979 - 1982
Questa eclissi è un membro di una serie semestrale. Un'eclissi in una serie semestrale di eclissi solari si ripete approssimativamente ogni 177 giorni e 4 ore (un semestre) in nodi alternati dell'orbita della Luna.

### Ciclo di Saros 130
Questa eclissi fa parte del ciclo di Saros 130, che si ripete ogni 18 anni, 11 giorni, contenente 73 eventi. La serie è iniziata con un'eclissi solare parziale il 20 agosto 1096. Contiene eclissi totali dal 5 aprile 1475 al 18 luglio 2232. Non ci sono eclissi anulari nella serie. La serie termina al membro 73 come un'eclissi parziale il 25 ottobre 2394. La durata più lunga della totalità è stata di 6 minuti e 41 secondi l'11 luglio 1619. Tutte le eclissi di questa serie si verificano nel nodo discendente della Luna.